# Nelson Brodt
Nelson Omar Brodt Chávez (7 de agosto de 1943) es un actor, director, dramaturgo y docente chileno, de extensa trayectoria en teatro, cine y televisión.

## Carrera
Inició su carrera en el Teatro de la Universidad de Concepción, donde desarrolló una intensa actividad teatral. En 1971 emigró a Santiago, donde participó como actor en la Compañía de Teatro de Silvia Piñeiro, la Compañía de Teatro Los Cuatro, el Teatro Nuevo Popular y el Teatro Nacional Chileno. En estos años también debutó en televisión en telenovelas como María José y J. J. Juez de Arturo Moya Grau.
En 1981 dirigió Hechos consumados de Juan Radrigán. Este montaje fue reconocido por la crítica y el público tanto en Chile como en el extranjero. Luego puso en escena numerosas obras, entre las que destacan Cándida Eréndida, Páramo, Chiloé cielos cubiertos y Ánimas de día claro, entre otras. También ha incursionado con éxito en la dramaturgia, escribiendo obras como La sangre invisible, Crónica de mujeres, El aprendiz, Siete golpes de arena y Pide tres deseos. Con esta última realizó una gira a España, donde recibió elogios de la crítica especializada. En 2004 fue distinguido con el Premio Municipal de Literatura, género Teatro.
En televisión ha participado en producciones como Martín Rivas, La represa, La torre 10, destacando sus papeles protagónicos en La dama del balcón, Morir de amor y La Quintrala. En 2008 integró el elenco de la exitosa serie Los 80, donde tuvo una elogiada participación. En cine ha actuado en películas como Hechos consumados (1986), Fiestapatria (2007) e ...Y de pronto el amanecer (2017).
En forma paralela a su actividad artística, ha ejercido la docencia en diversas instituciones y universidades.

## Trayectoria en teatro

### Obras destacadas como director
- Redoble fúnebre para lobos y corderos (1980). Juan Radrigán.[6]
- Hechos consumados (1981). Juan Radrigán.[7]
- Cándida Eréndira (1983). Gabriel García Márquez.
- Pedrito y el lobo (1983). Música de Prokofiev.
- Manuel Leonidas Donaire y las cinco mujeres que lloraban por él (1984). Alejandro Sieveking. Teatro Itinerante.[8]
- A puerta cerrada (1984). Jean-Paul Sartre.
- Edipo rey (1984). Sófocles. Adaptación de Isidora Aguirre.
- Páramo (1987). Juan Rulfo. Adaptación dramática y dirección de Nelson Brodt.[9]
- Rinconete y Cortadillo (1988). Miguel de Cervantes. Adaptación dramática de Jorge Díaz.
- Chiloé cielos cubiertos (1989). María Asunción Requena.[10]
- Martín Rivas (1991). Alberto Blest Gana.
- Alsino mapuche (1992). Pedro Prado. Adaptación dramática y dirección de Nelson Brodt.
- Tres marías y una rosa (1993). David Benavente. Teatro de la Universidad de Concepción.
- El buscón (1994). Quevedo. Adaptación dramática y dirección de Nelson Brodt.
- Mujeres con trenzas negras (1997). Creación colectiva y de Mireya Moreno.[11]
- Pide tres deseos (1997). Dramaturgia y dirección de Nelson Brodt.
- Galileo (1998). Bertolt Brecht.
- Crónica de mujeres (1999). Dramaturgia y dirección de Nelson Brodt.
- El aprendiz (2000). Dramaturgia y dirección de Nelson Brodt.[12]
- Galanes (2001). Roberto Fontanarrosa.
- Mamma mía, la policía (2001). Darío Fo.[13]
- Siete golpes de arena (2003). Dramaturgia y dirección de Nelson Brodt.
- Las preciosas ridículas (2011). Molière. Adaptación dramática y dirección de Nelson Brodt.[14]
- Ánimas de día claro (2013). Alejandro Sieveking. Teatro Nacional.[15][16][17]

### Obras destacadas como dramaturgo
- Pide tres deseos (1997). Montaje basado en figuras de la mitología popular chilena.
- Crónica de mujeres (1999). Obra sobre reivindicaciones femeninas durante el siglo XX en Chile.
- El aprendiz (2000). Comedia popular satírica.[18]
- Siete golpes de arena (2004). Premio Municipal de Literatura género Teatro.[19]
- La sangre invisible (2024).[20][21][22]

### Obras destacadas como actor
- José (1980). Egon Wolff. Teatro de Cámara. Dirección de Alejandro Castillo.
- El buen doctor (1979). Neil Simon. Teatro de Cámara. Dirección de Alejandro Castillo.[23]
- Rancagüa, 1814 (1978). Fernando Cuadra. Teatro Nacional. Dirección de Patricio Campos.[24]
- La viuda de Apablaza (1977). Germán Luco Cruchaga. Dirección de Rafael Benavente.[25]
- La maldición de la palabra (1972). Manuel Garrido. Teatro Nuevo Popular, CUT - UTE.
- Tela de cebolla (1971). Gloria Cordero. Teatro Nuevo Popular, CUT - UTE.
- 25 años después (1971). Pedro Vianna. Compañía de Los Cuatro.
- El embajador (1971). Isabel Allende. Compañía de Los Cuatro.
- Verde Julia. Paul Ableman. Dirección de Raúl Barrientos.
- Tres hermanas. Antón Chéjov. Dirección de Eugenio Guzmán. Teatro de la Universidad de Concepción.
- Arlequín servidor de dos patrones. Carlo Goldoni. Dirección de Agustín Siré. Teatro de la Universidad de Concepción.
- El umbral. José Chestá. Dirección de Roberto Navarrete. Teatro de la Universidad de Concepción.
- Historia del zoo. Edward Albee. Dirección de Raúl Barrientos.

## Filmografía

### Cine
| Año  | Título                     | Papel              | Director          |
| ---- | -------------------------- | ------------------ | ----------------- |
| 1972 | Estado de sitio            | Militante Tupamaro | Costa-Gavras      |
| 1973 | La maldición de la palabra | Capataz            | Pedro Sandor      |
| 1986 | Hechos consumados          | Emilio             | Luis Vera         |
| 2008 | Fiestapatria               | Antonio            | Luis Vera         |
| 2008 | Pinochet boys              | Agente CNI         | Claudio del Valle |
| 2014 | Neruda                     | Ricardo Fonseca    | Manuel Basoalto   |
| 2017 | ...Y de pronto el amanecer | Padre de Pancho    | Silvio Caiozzi    |
| 2020 | Nadie sabe que estoy aquí  | Sergio             | Gaspar Antillo    |

### Series y miniseries
| Año         | Serie                          | Papel                                | Canal       |
| ----------- | ------------------------------ | ------------------------------------ | ----------- |
| 1977        | Mocosita                       | Pablo                                | TVN         |
| 1979        | Martín Rivas                   | Amador Molina                        | TVN         |
| 1981        | Amelia                         | Sargento José Villalobos             | TVN         |
| 1987        | La Quintrala                   | Fray Juan de la Puente               | TVN         |
| 1990        | Crónica de un hombre santo     | Padre Gutiérrez                      | Canal 13    |
| 1993        | La patrulla del desierto       | Comandante Vergara                   | Canal 13    |
| 2004        | Mea culpa                      | Javier (capítulo "El heredero")      | TVN         |
| 2005        | Mea culpa                      | Álvaro (capítulo "El tambor")        | TVN         |
| 2008 - 2010 | Los 80                         | Pedro Herrera                        | Canal 13    |
| 2010        | Adiós al séptimo de línea      | Pedro Nolasco Videla                 | Mega        |
| 2011        | Prófugos                       | Pájaro                               | HBO         |
| 2013        | Maldito corazón                | Del Valle                            | Chilevisión |
| 2015        | Juana brava                    | Pepe                                 | TVN         |
| 2018        | Martín, el hombre y la leyenda | Pedro Vargas                         | Mega        |
| 2022        | El día menos pensado           | Alejandro(capítulo "Morir por amor") | TVN         |

### Telenovelas
| Año  | Teleserie          | Papel             | Canal    |
| ---- | ------------------ | ----------------- | -------- |
| 1975 | María José         |                   | Canal 13 |
| 1975 | La otra soledad    |                   | Canal 13 |
| 1975 | J.J. Juez          | Ramón             | Canal 13 |
| 1976 | Sol tardío         | Jorge             | TVN      |
| 1984 | La represa         | Lucho González    | TVN      |
| 1984 | La torre 10        | Camilo Marco      | TVN      |
| 1985 | Morir de amor      | Esteban / Stefano | TVN      |
| 1986 | La dama del balcón | Milenko Dravichi  | TVN      |
| 1989 | Bravo              | Salgado           | Canal 13 |
| 2011 | Peleles            | Gerardo Marambio  | Canal 13 |
| 2016 | Preciosas          | Segundo Castillo  | Canal 13 |
| 2017 | Wena profe         | Don Pipa          | TVN      |
| 2019 | Río Oscuro         | Mario Letelier    | Canal 13 |

## Actividades académicas
- Fue creador, director y profesor de la carrera de Actuación en La Escuela de Estudios Superiores, ubicada en Santo Domingo 526, conocida coloquialmente como La Palomera, en barrio Bellas Artes, donde compartía sus clases con  otros grandes del teatro  Andres Perez Araya y Aldo Parodi en Santiago de Chile.
- Fue director del Grupo de Teatro USACH.
- Fue profesor de “Introducción a la Puesta en Escena” y “Dirección de Actores” en la Escuela Nacional de Cine.
- Participa en Programa Explora-Conicyt, Divulgación y Valoración de la Ciencia y la Tecnología a través de la Dramaturgia.
- Dirige montaje primera generación de egresados carrera de Actuación Teatral, Universidad de Valparaíso.[26]
- Actualmente se desempeña como profesor de Teatro en la Universidad de Santiago de Chile, USACH.

## Premios y distinciones
- 2025 Premio Presidente de la República, Santiago de Chile.
- Premio Municipal de Literatura, Género Teatro (2004), por Siete golpes de arena.
- Hechos consumados. Mejor Obra del Año (1981). Premio Círculo de Críticos de Arte.
- La Cándida Eréndira. Mejor Obra del Año (1983). Premio Círculo de Críticos de Arte.
- Ánimas de día claro. Distinción Especial (2013). Premio Círculo de Críticos de Arte.
- Hechos consumados. Mejor Montaje de la Temporada (1981). Distinción diario El Mercurio.
- Alsino mapuche. Mejor montaje (1992). Premio Festival de Teatro de la Juventud.
- Pide tres deseos. Mejor Montaje y Mejor Director (1998). Festival Ene Teatro, Municipalidad de Santiago.
- Mujeres de trenzas negras. Gana Concurso Teatro Itinerante del Ministerio de Educación.
- El buen doctor. Premio “Laurel de Plata” del Diario Las Últimas Noticias (1979).
- Muestra retrospectiva de la obra de Nelson Brodt (2000). Auditorium Telefónica, Santiago de Chile.[27]
- Es invitado al Primer Festival de Teatro Latinoamericano, con La Cándida Eréndira. Córdoba, Argentina (1983).
- Es invitado por el “Comitato Internazionale 8 de Marzo” a Italia. Viaja con Mujeres con Trenzas Negras (2000).
- Es invitado al Primer Encuentro Teatro Nacional Unificado - TENU. Encuentro con maestros del teatro chileno (2010).[28]